# 추녀가 되지 않는 철학
추녀가 되지 않는 철학(ブスにならない哲学 부스니나라나이 테츠가쿠[*])은 2011년 11월 16일에 발매된, 헬로! 프로젝트 모베키마스의 싱글이다. 또, 모닝구무스메, Berryz코보, ℃-ute, 마노 에리나, 스마이레지의 컬레버레이션 싱글이다.

## 개요
초도 한정판B ~ F의 커플링곡은 각 유닛이 부르는 〈멋진 노래〉(かっちょ良い歌)이다.
2011년 9월 1일에 헬로! 프로젝트 모베키마스 멤버들이 뮤직 비디오 촬영을 마쳤으며, 총 29명의 멤버가 참여하였다고 발표하였다. 그 후 레코딩 인원은 스마이레지의 코스가 후유카 이탈에 의해 28명, 텔레비전 음악 프로그램에서는 모닝구무스메 10기 멤버 4명의 참가에 따라 32명이 출연한다.
만약에... 이노래의 가창멤버는 모닝구무스메를 졸업예정인 리더 후쿠무라 미즈키와 은퇴한 츠구나가 모모코와 유학으로 인해 활동휴지중인 나카지마 사키와 개인활동중인 마노 에리나와 개인활동중인 와다 아야카이다.

## 수록곡
- 괄호 안의 그룹명은 발매 당시의 소속 그룹이다.

### 초도 한정판A · 통상반
전체 작사·작곡: 츤쿠
| #  | 제목                                           | 작곡                  | 음악가 | 재생 시간 |
| -- | ---------------------------------------------- | --------------------- | --- | --------- |
| 1. | 〈추녀가 되지 않는 철학〉 (ブスにならない哲学) | 편곡: 히라타 쇼이치로 | |           |
| 2. | 〈만약에...〉 (もしも…)                        | 편곡: 타카하시 유이치 | 후쿠무라 미즈키(모닝구무스메 리더), 츠구나가 모모코(컨트리걸즈리더), 나카지마 사키(℃-ute), 마노 에리나, 와다 아야카(스마이레지리더) |           |
| 3. | 〈추녀가 되지 않는 철학 (Instrumental)〉       |                       | |           |

### 초도 한정판B
전체 작사·작곡: 츤쿠
| #  | 제목                                           | 작곡                  | 피처링       | 재생 시간 |
| -- | ---------------------------------------------- | --------------------- | ------------ | --------- |
| 1. | 〈추녀가 되지 않는 철학〉 (ブスにならない哲学) | 편곡: 히라타 쇼이치로 |              |           |
| 2. | 〈멋진 노래〉 (かっちょ良い歌)                 | 편곡: 아사이 야스오   | 모닝구무스메 |           |
| 3. | 〈추녀가 되지 않는 철학 (Instrumental)〉       |                       |              |           |

### 초도 한정판C
| #  | 제목                                           | 피처링     | 재생 시간 |
| -- | ---------------------------------------------- | ---------- | --------- |
| 1. | 〈추녀가 되지 않는 철학〉 (ブスにならない哲学) |            |           |
| 2. | 〈멋진 노래〉 (かっちょ良い歌)                 | Berryz코보 |           |
| 3. | 〈추녀가 되지 않는 철학 (Instrumental)〉       |            |           |

### 초도 한정판D
| #  | 제목                                           | 피처링 | 재생 시간 |
| -- | ---------------------------------------------- | ------ | --------- |
| 1. | 〈추녀가 되지 않는 철학〉 (ブスにならない哲学) |        |           |
| 2. | 〈멋진 노래〉 (かっちょ良い歌)                 | ℃-ute  |           |
| 3. | 〈추녀가 되지 않는 철학 (Instrumental)〉       |        |           |

### 초도 한정판E
| #  | 제목                                           | 피처링      | 재생 시간 |
| -- | ---------------------------------------------- | ----------- | --------- |
| 1. | 〈추녀가 되지 않는 철학〉 (ブスにならない哲学) |             |           |
| 2. | 〈멋진 노래〉 (かっちょ良い歌)                 | 마노 에리나 |           |
| 3. | 〈추녀가 되지 않는 철학 (Instrumental)〉       |             |           |

### 초도 한정판F
| #  | 제목                                           | 피처링     | 재생 시간 |
| -- | ---------------------------------------------- | ---------- | --------- |
| 1. | 〈추녀가 되지 않는 철학〉 (ブスにならない哲学) |            |           |
| 2. | 〈멋진 노래〉 (かっちょ良い歌)                 | 스마이레지 |           |
| 3. | 〈추녀가 되지 않는 철학 (Instrumental)〉       |            |           |

## 캠페인

### 인터넷
- 헬로! 프로젝트 모베키마스 유튜브 공식 채널을 개설하였고,[5] 이 채널을 통해 동영상을 공개하였다.
  - 2011년 9월 26일 : ‘ブスにならない哲学’ 뮤직 비디오 촬영 메이킹
  - 2011년 10월 4일 : USTREAM 프로그램 통지, ‘ブスにならない哲学’ 30초 광고
  - 2011년 10월 13일 : ‘ブスにならない哲学’ 뮤직 비디오[6]
- USTREAM 프로그램, 미치시게 사유미의 《모베키마스가 뭐야??》(매주 목요일 22:00 ~ 23:00 전후 총 8회 전송 예정)를 2011년 10월 6일부터 시작하였다.[7] 이 프로그램에서 미치시게 사유미는 MC를 맡았으며, 모베키마스 멤버를 게스트를 초대해 소개나 계획 등을 이야기 한다.

### 애플리케이션
- 도완고가 제공하는 날씨와 미인을 합친 날씨 서비스 《미인날씨》(美人天気)에 11월 1일부터 30일까지 중에 ‘헬로! 프로젝트 모베키마스’가 등장한다. 제공 매체는 iOS[8], 안드로이드[9], 모바일 사이트[10].
- GREE가 제공하는 애플리케이션 ‘고백주간’(告白週間)의 스페셜 버전 ‘모베키마스 고백주간 by 헬로! 프로젝트’(モベキマス告白週間byハロー!プロジェクト)를 제공. 11월 15일에 안드로이드에서 제공 개시[11]. iOS에서다 제공 예정[12].

### 이벤트
- 2011년 10월 29일, 전국 5곳(삿포로, 도쿄, 도카이, 간사이, 후쿠오카)으로 멤버가 나뉘어 예약과 악수회 이벤트를 개최하였다.[13] 도카이 지역에서는 이벤트 하루 전날 마에다 유카의 참여가 결정되었다.[14]
- 2011년 11월 23일, 요미우리 랜드 오픈 극장 EAST에서 발매 기념 이벤트 ‘헬로! 프로젝트☆페스티벌 2011’이 열렸다.[15] 초회한정반, 통상반에는 이벤트 참가권이 봉입되어 있다.